# Авсон
Авсон или Авзон (на гръцки: Αύσων), в древногръцката митология е син на царя на Итака Одисей, дете на нимфата Калипсо или на вълшебницата Кирка. Авсон се счита за родоначалник на авсоните – древно племе в югозападна Италия. Древното название на Италия е Авзония. Баща е на Липар.